# Зенобије
Зенобије (Грчки: Ζηνόβιος) био је грчки софиста и предавач. Он је предавао реторику у Риму за време владавине цара Хадријана (117–138 нове ере).

## Биографија
Био је аутор збирке пословица у три књиге, које још увек постоје у скраћеном облику, састављене, према енциклопедији Суди, од дела Дидима Александријског и „Тарејаца“ (Луцил из Таре, полис на Криту). У делу су пословице распоређене по азбучном реду и груписане по стотинама. Ову збирку је први штампао Филипо Ђунти у Фиренци 1497.
За Зенобије се такође каже да је био аутор грчког превода прозног писца Салустија, који је изгубљен, као и да је био аутор рођенданске песме о цару Хадријану.